# Qazax (raion)
Qazax ou Gazakh est un raion d'Azerbaïdjan, dont le chef-lieu est Qazax, qui fait partie de la région économique de Gazakh-Tovuz.

## Géographie
Le raion s'étend sur 699 km2 à l'extrémité nord-ouest de l'Azerbaïdjan et est frontalier de la Géorgie au nord-ouest et de l'Arménie à l'ouest et au sud. Il comprend deux exclaves azerbaïdjanaises en Arménie, l'une abritant les villages de Barkhudarli et Sofulu et l'autre autour du village de Yukhari Askipara.

### Montagnes
- Odoundagh - 1316 m
- Aveydagh – 992.5 m
- Babagardagh – 700.6 m
- Goyazan dagh - 250 m
- Goyértchin dagh[1]

### Rivières
- Koura - 1515 km
- Anakhatir (Ehram ou Khram) - 201 km
- Aghstafatchay - 133 km
- Djoghaztchay - 60 km
- Indjissou - 44 km[1]

### Lacs et réservoirs d'eau
Le lac Djandari est situé au nord, à cheval sur la frontière géorgienne. Le raion abrite également les réservoirs d'eau d'Abbasbayli, Aghstafa (Aghstafatchay) et Kamarli, ainsi que celui de Djoghaztchay, partagé avec l'Arménie.

## Histoire
Dans l'antiquité, ce rayon faisait partie de la province d'Utik. La région a été conquise par une succession de puissances voisines ou d'envahisseurs, y compris les Perses Sassanides, l'Empire Byzantin, les Arabes, les Turcs Seljoukides, les Géorgiens, les Mongols, les Timurides, les Kara Koyounlou et les Ak Koyounlou. Il a également été gouverné par l'Empire Ottoman entre 1578 et 1607 et encore 1722 et 1735.
Après la guerre russo-persane (1804-1813), l'empire russe a pris le contrôle de la région en vertu du traité du Gulustan. Sous la domination russe, il faisait partie du gouvernement de Tiflis avant de former la partie nord-est du comté de Gazakh du gouvernement d'Elisavetpol en 1868. Un historien militaire contemporain a noté les détails ethnographiques suivants : Gazaks, qui est extrêmement fort et boisé. " Il note en outre que : "Celles-ci n'ont aucun lien avec les cosaques russes. Elles descendent d'hommes des Gazaks Kirghizes, laissés par Gengis Khan. On les appelle souvent Kara Papaks, en portant des bonnets en peau de mouton noire."

## Sites historiques et touristiques
Il y a 112 monuments protégés dans la région de Gazakh, dont 54 sont archéologiques, 46 sont architecturaux, 7 sont historiques et 5 ont une signification artistique. Les sites historiques et touristiques de cette région comprennent:
- La maison du poète Samad Vourgoun dans le village de Yukhari Salahli, depuis 1976.
- Le musée d'histoire et d'ethnographie, depuis 1984.
- La Galerie d’images de l’État de Gazakh du Ministère de la culture de l’Azerbaïdjan, depuis 1986.
- Le musée commémoratif de Molla Panah Vaghif et Molla Vali Vidadi, depuis 1970.
- Le séminaire de la Maison des Enseignants de Gazakh, construit en 1910, a fonctionné entre 1918 et 1959.
- Les grottes de Damjili, dans le village de Dach Salahli, au sud-est du mont Avey, couvrent une superficie de 360 km2 et se réfèrent aux époques du Paléolithique moyen et supérieur, du Mésolithique et du Néolithique.
- Sinig Korpu (Le pont brisé) (en azéri: Sınıq körpü), pont du XIIe siècle construit sur la rivière Ehram (Khram) dans le village d'Ikinji Chikhli.
- Château de Didevan (en azéri: Didvan Qalası), un monument du VIe – VIIe siècle dans le village de Khanliglar.
- Le mont Goyazan (en azéri: Göyəzən dağı), monument archéologique rare du village d'Abbasbeyli, s'élève à 857,9 mètres au-dessus du niveau de la mer.
- L'habitation de Baba Dervich, un site archéologique dans le village de Demirtchiler.
- Le pont Kazim dans le village de Yukhari Askipara, qui aurait été construit sous le règne de Chamsi Khan.
- La mosquée Juma de Gazakh, construite en 1902 par Akhund Haji Zeynalabdin Mahammadli Oglu
- La mosquée Aslanbeyli construite en 1909 par Hamid Efendi, originaire du village d'Aslanbeyli.
- Santepe, un site archéologique datant des IXe et VIIIe siècles av. J.-C. et l'âge du fer.
- Les collines Gazakhbeyli, un site archéologique datant des VIIIe et VIe siècles av. J.-C. près du village de Qazakhbeyli.
- Le campement humain Chikhli, un site archéologique près du village de Birinji Chikhli.
- Chakargala, dans la région de Gazakh.

## Personnes célèbres
- Sabir Azeri (1938-2010) - Écrivain, auteur de livres à succès.
- Ali-Agha Chikhlinski - (1865-1943) lieutenant général de l'artillerie, connu sous le nom de "dieu de l'artillerie russe".
- Farrukh Gayibov - (1889-1916), le premier pilote azerbaïdjanais, a reçu le 4e ordre de classe de "Saint Georgi".
- Ibrahim aga Vakilov - (1853-1934) général, le premier topographe militaire azerbaïdjanais.
- Javad bey Chikhlinski - (1876-1940) maire-général, commandant de la division.
- Ibrahim bey Ussubov - (1872-1920) maire-général, commandant de la division.
- Mirza Husseyn afandi Gayibov - (1830-1917), présidente du département ecclésiastique de Transcaucasie.
- Molla Vali Vidadi - (1707-1809) poète éminent de l’Azerbaïdjan.
- Molla Panah Vaghif - (1717-1797) poète éminent de l'Azerbaïdjan et figure sociale.
- Mukhtar Hajiyev - (1876-1938) le premier président du Comité exécutif central de l'Azerbaïdjan en 1921
- Samad Vurgun - (1906-1956) Poète national de l'Azerbaïdjan (le premier à avoir mérité ce titre)
- Vidadi Babanli - (1927-) écrivain national de l'Azerbaïdjan
- Khumar Gadimova (1966) - artiste honorée I'Azerbaïdjan
- Osman Sarıvelli - (1905-1990) poète national de l'Azerbaïdjan.
- Mehdi Husseyn - (1909-1964) Écrivain national de l'Azerbaïdjan. Écrivain-dramaturge éminent, critique.
- Mirvarid Dilbazi - (1912-2001) poète national de l'Azerbaïdjan
- Amina Dilbazi - (1919-2010) maître de ballet. Artiste national de l'Azerbaïdjan.
- Elazan Bayjan (Haji Hassanzadeh) - (1913-1989) poète-médecin. Mettre en place des cliniques médicales privées à Freyburg, en Allemagne.
- Ismayil Chykhly - (1919-1995) Écrivain national d'Azerbaïdjan, scientifique-pédagogue, figure sociopolitique.
- Elmira Husseynova - (1933-1995) sculpteur.
- Fatma Vakilova - (1912-1987) professeur, docteur en géologie-minéralogie.
- Sayad Zeynalov - (1886-1942) méritait la 4e classe "Saint Georgi"
- Teymur Bunyadov - (1928) académicien, historien ethnographe.
- Tahir Issayev, - (1922-2001)
- Ali Mustafayev - (1952-1991) Héros national de l'Azerbaïdjan.

## Villes
Le rayon possède une ville et 34 villages. Gazakh est la ville principale du rayon.

### Villages
- Dach Salahli
- Tchayli
- Khanliqlar
- Aghkoynak
- Yeni Salahli
- Garapapag
- Kommuna
- Urkmazli
- Achaghi Salahli
- Orta Salahli
- Yukhari Salahli
- Damirtchilar
- Alpout
- Husseynbayli
- Djanallı
- Kossalar
- Qazakhbayli
- Aslanbayli
- Gaymagli
- Kamarli
- Birinci Şikhli
- İkinci Şikhli
- Achaghi Askipara
- Yukhari Askipara
- Xeyrimli
- Baghanis Ayrim
- Qizilhadjili
- Barkhudarli
- Sofulu
- Quchtchouu Ayrim
- Mazam
- Farahli
- Djafarli
- Bala Djafarli
- Abbasbayli

Actuellement, les villages d’Achaghi Askipara, Yukhari Askipara, Kheyrimli, Baghanis Ayrim, Qizill Hadjili, Barkhudarli et Sofulu sont sous l’occupation arménienne. 

## Population
La population de Gazakh est de 96.746 habitants. 
| Groupe ethnique | 1999       | 1999   | 2009       | 2009   |
| Groupe ethnique | Population | %      | Population | %      |
| Total           | 81 015     | 100.00 | 89 377     | 100.00 |
| Azéris          | 80 595     | 99.48  | 88 999     | 99.58  |
| Turcs           | 126        | 0.16   | 177        | 0.20   |
| Kurdes          | 102        | 0.13   | 100        | 0.11   |
| Russes          | 118        | 0.15   | 46         | 0.05   |
| Arméniens       | 7          | 0.01   | 4          | 0.00   |
| Ukrainiens      | 37         | 0.05   | ...        | ...    |
| Tatars          | 13         | 0.02   | ...        | ...    |
| Lezghiens       | 6          | 0.01   | ...        | ...    |
| Géorgiens       | 2          | 0.00   | ...        | ...    |
| Autres          | 9          | 0.01   | 51         | 0.06   |

## Galerie

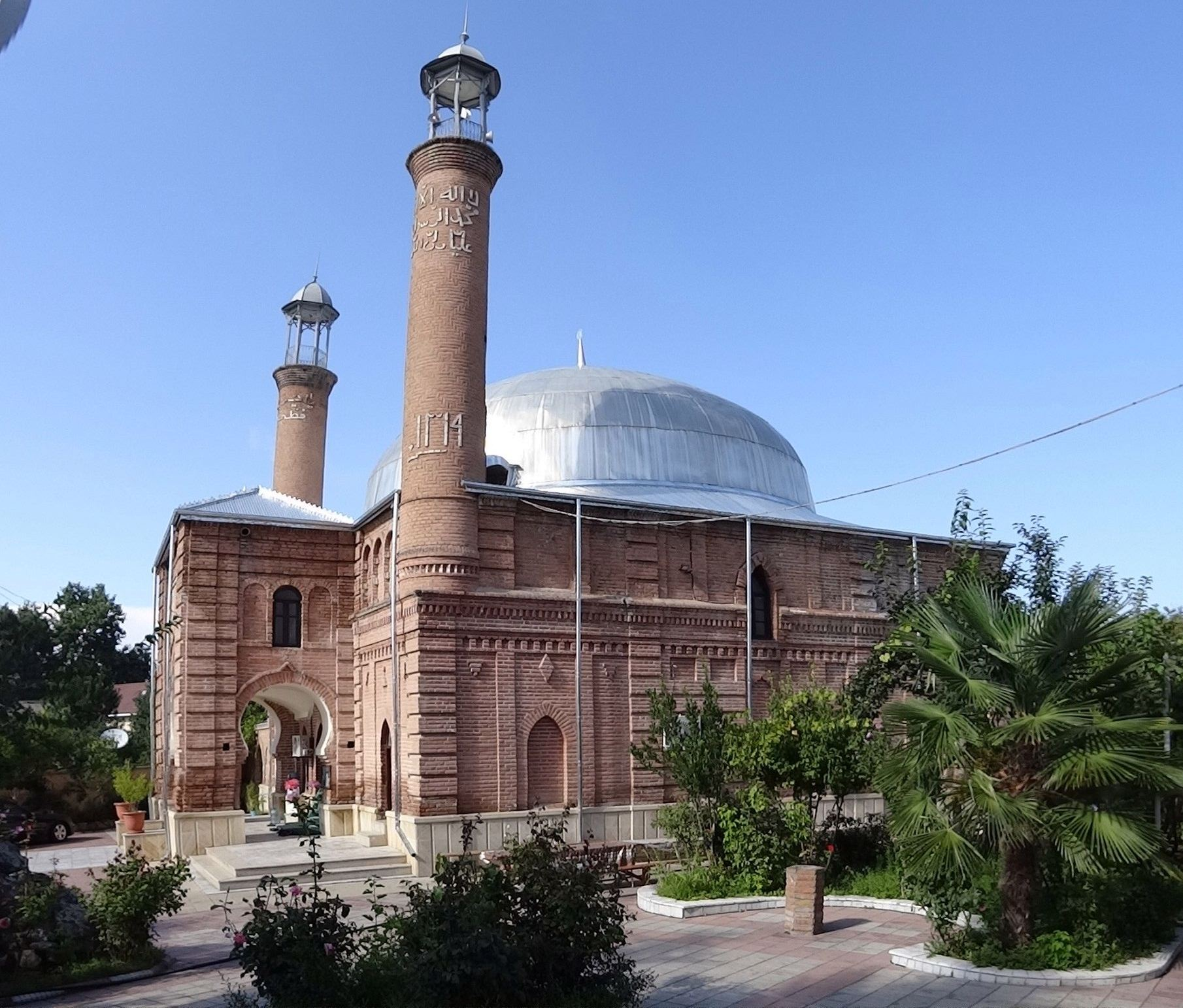
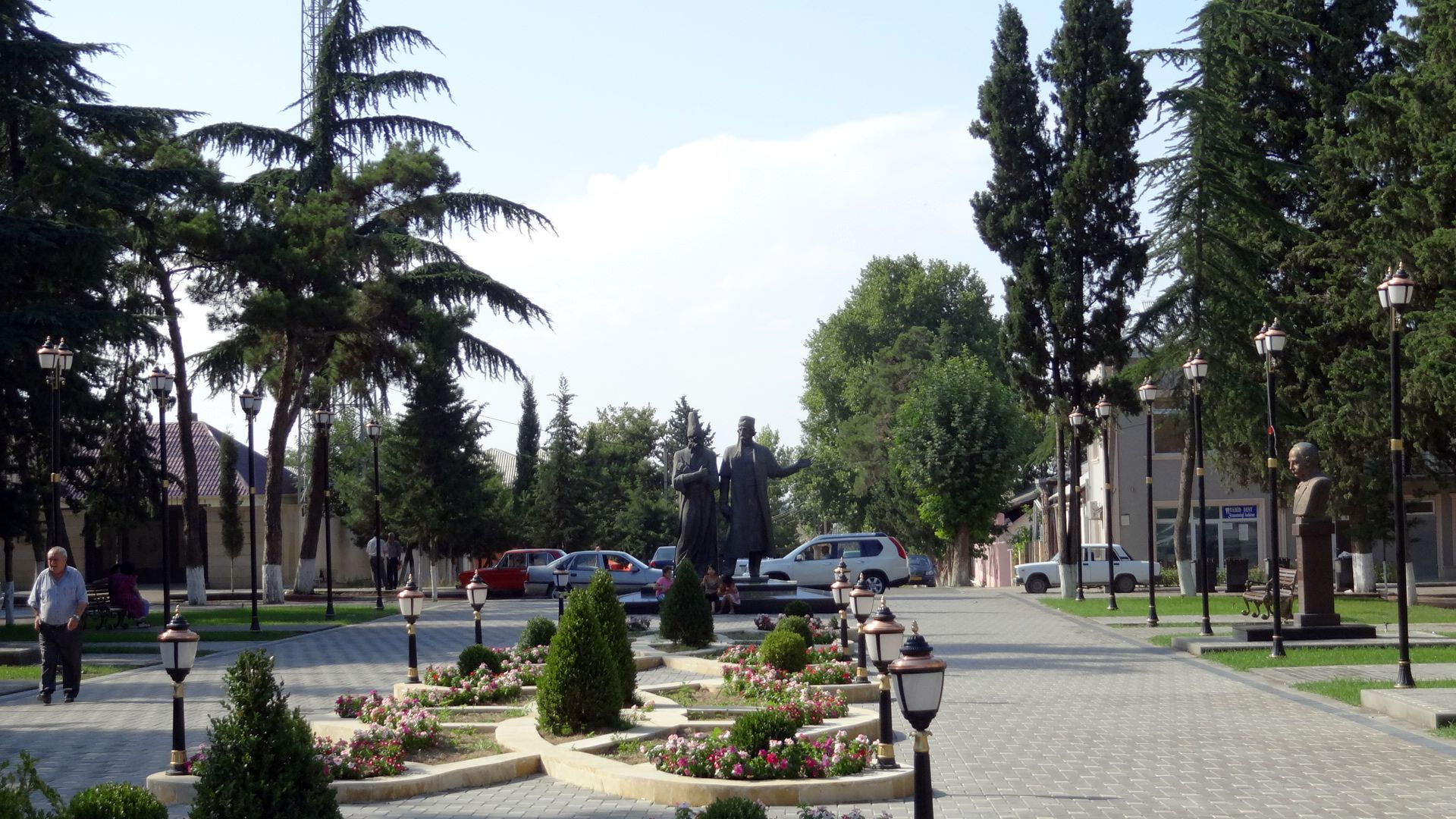
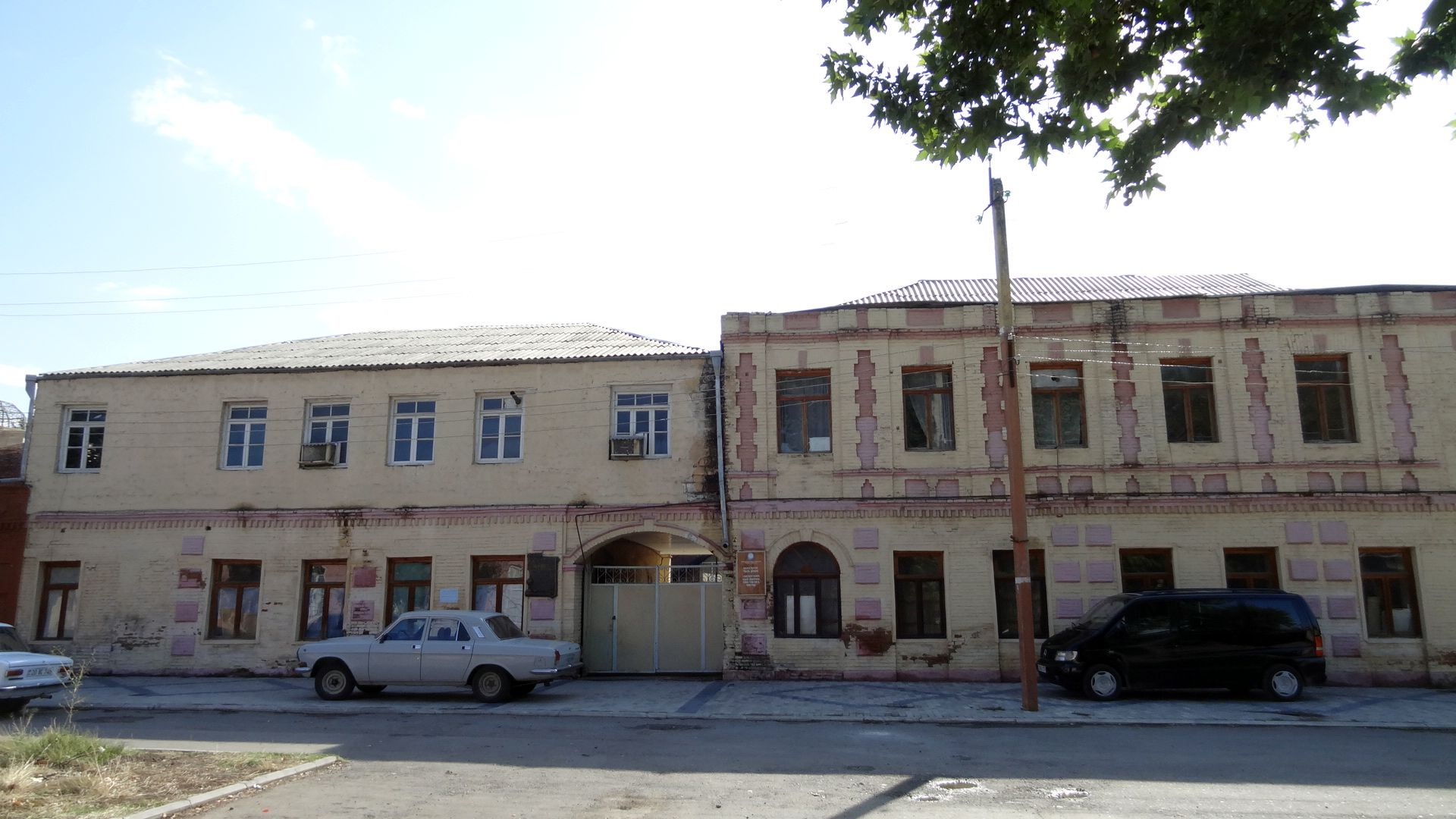
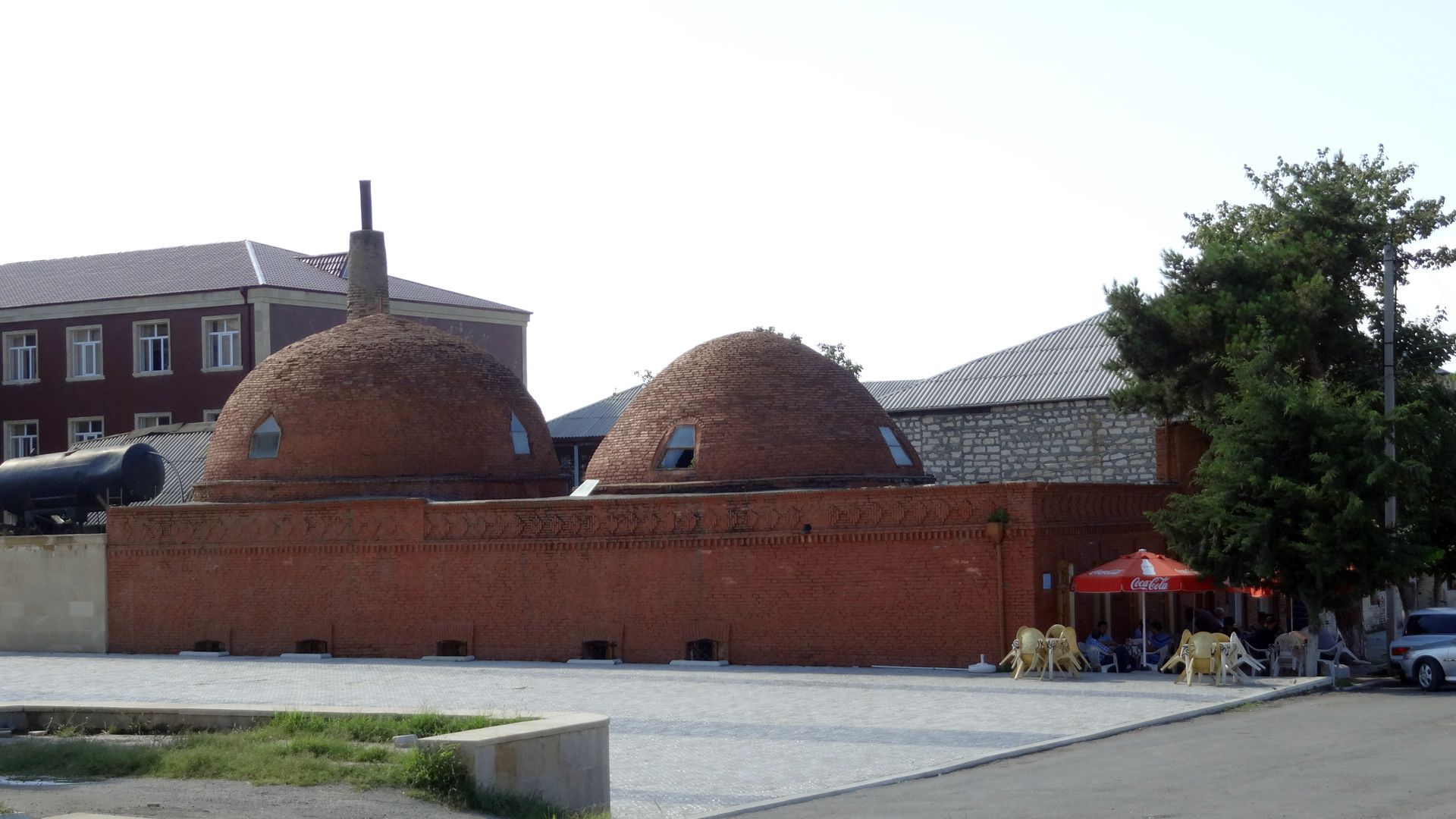
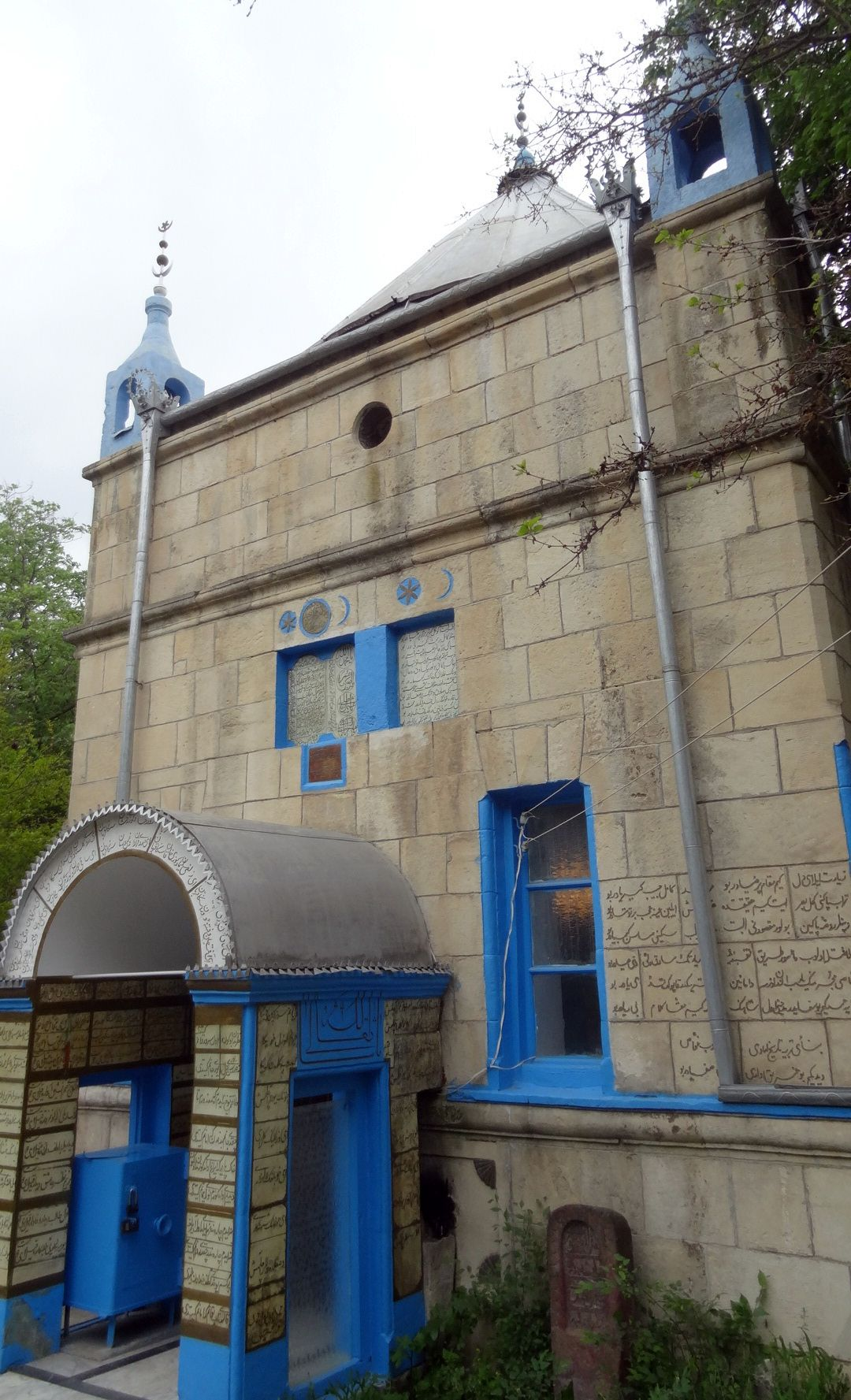
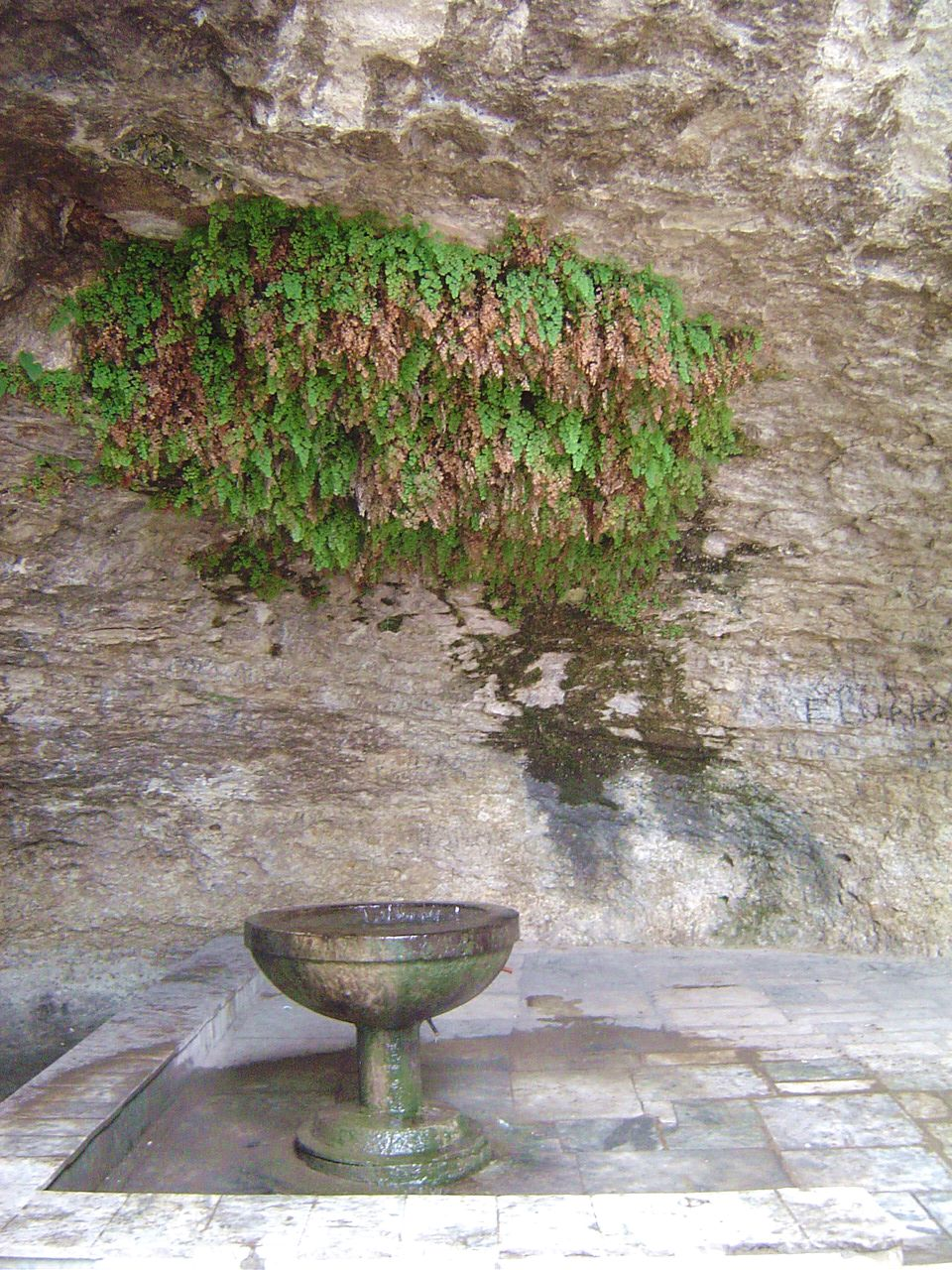
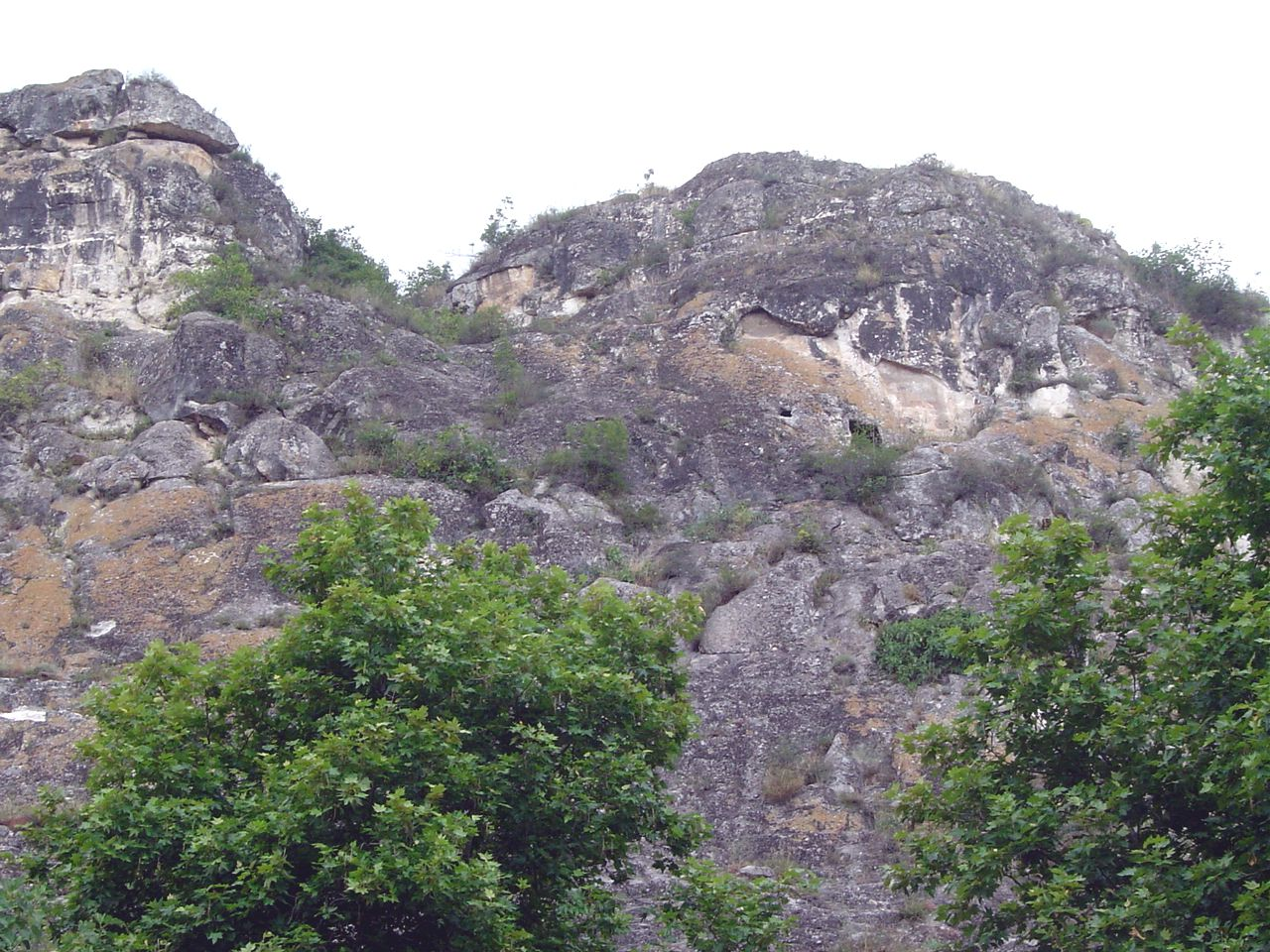
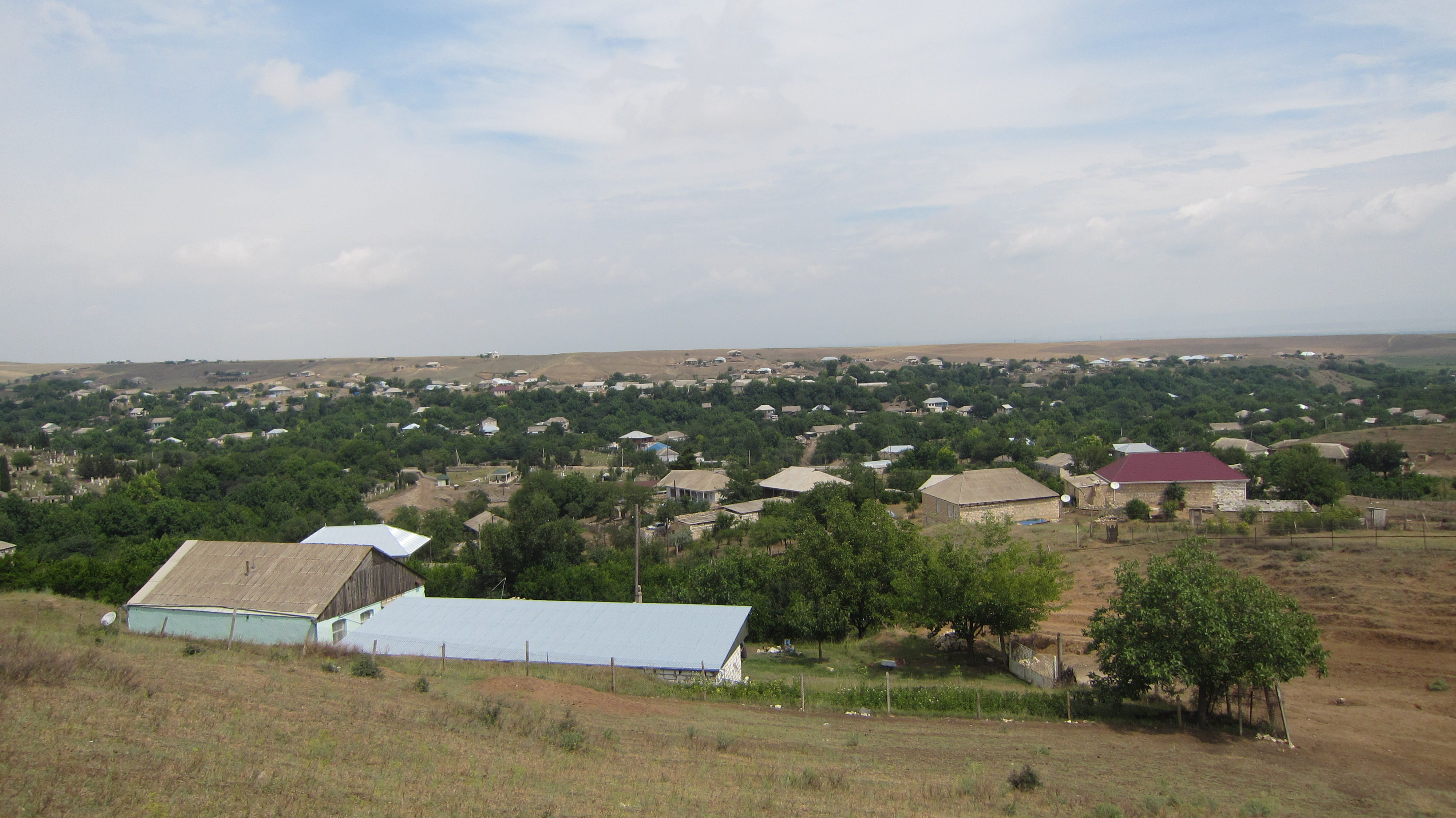
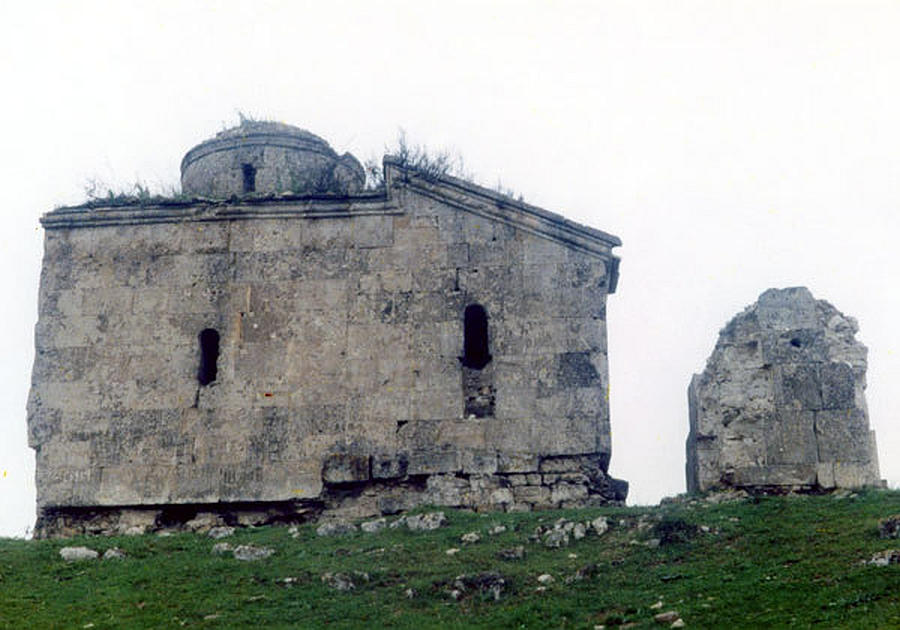